# Georg Beer (Orgelbauer)
Johann Georg Beer (* 14. Februar 1816 in Lauterbach b. Steingaden; † 16. Januar 1876 in Erling) war ein deutscher Orgelbauer.

## Leben und Wirken
Georg Beer lernte bei Joseph Pröbstl den Orgelbau und arbeitete anschließend bei Franz Joseph Schin (ca. 1787–1843) in Neuburg a.d.Donau und bei Joseph Schweinacher in Landshut. 1845 machte er sich in Erling selbständig und betrieb nebenbei noch Landwirtschaft. Bis 1875 hat er mehr als 50 Orgeln gebaut, meist mit Schleifladen.
Sein Sohn Johann Georg II. († 7. April 1896) führte das Geschäft bis 1890 fort, danach übernahm der andere Sohn Roman Heinrich (* 9. August 1866 in Erling; † 23. Juli 1929 ebenda) den Betrieb. Im Jahr 1911 übergab er ihn seinem Neffen Ludwig Eisenschmid.
Ab 1870 wurden zunächst im Pedal teilweise Kegelladen gebaut, ab 1880 überwiegend ganze Orgeln mit mechanischen Kegelladen.

## Werkliste (Auszug)
Kursivschreibung zeigt an, dass die Orgel nicht mehr oder nur noch der Prospekt erhalten ist. In der fünften Spalte bezeichnet die römische Zahl die Anzahl der Manuale, ein großes „P“ ein selbständiges Pedal, ein kleines "p" ein angehängtes Pedal. Die arabische Zahl gibt die Anzahl der klingenden Register an. Die letzte Spalte bietet Angaben zum Erhaltungszustand und zu Besonderheiten sowie Links mit weiterführender Information.

### Johann Georg Beer (I)
| Jahr      | Ort                        | Gebäude                        | Bild | Manuale | Register | Bemerkungen                                                                                           |
| --------- | -------------------------- | ------------------------------ | ---- | ------- | -------- | --- |
| 1846      | Pähl                       | St. Laurentius                 |      | II/P    | 20       | → Orgel                                                                                               |
| 1848      | Erling                     | St. Vitus                      |      | I/P     | 10       | |
| 1849/1850 | Gilching                   | St. Vitus (alte Pfarrkirche)   |      | II/P    | 12       | → Orgel                                                                                               |
| 1853      | Niederachen                | Mariä Himmelfahrt              |      | I/P     | 6        | erhalten → Orgel                                                                                      |
| 1853–1856 | Fürstenfeldbruck           | St. Magdalena                  |      | II/P    | 24       | nicht erhalten                                                                                        |
| 1854      | Unterigling                | Johannes der Täufer            |      | I/P     | 10       | durch Orgelbau Schmid um ein zweites Manual erweitert                                                 |
| 1856      | Weichs                     | St. Martin                     |      | II/P    | 14       | 1922 neues Orgelwerk von G. F. Steinmeyer & Co. op. 1320 mit II/21. 1968 Umbau durch Wilhelm Stöberl. |
| 1857      | Starnberg                  | St. Josef                      |      | II/P    | 17       | erhalten; 1894 Umbau durch Georg Summer → Orgel                                                       |
| 1859      | Diemendorf                 | St. Margaretha                 |      | I/P     | 6        | erhalten → Orgel                                                                                      |
| 1861      | Beuerbach                  | St. Benedikt                   |      | I/P     | 6        | erhalten                                                                                              |
| 1862      | Raisting                   | St. Remigius                   |      | I/P     | 10       | |
| 1863      | Klosterlechfeld            | Wallfahrtskirche Maria Hilf    |      | II/P    | 18       | 1961 Umbau auf III/30 durch Gebr. Sandtner, Steinheim. 1990 Umbau auf III/28 durch Orgelbau Sandtner. |
| 1867      | Unterfinning               | Zur Schmerzhaften Muttergottes |      | I/P     | 8        | |
| 1867      | Schöffelding               | St. Urban                      |      | I/P     | 6        | |
| 1868      | Schöngeising               | St. Johannes Baptist           |      | I/P     | 8        | → Orgel                                                                                               |
| 1867      | Arnzell (Markt Indersdorf) | St. Vitus                      |      | I/p     | 6        | erhalten; angehängtes Pedal → Orgel                                                                   |
| 1868      | Untermeitingen             | St. Stephan                    |      | II/P    | 14       | nicht erhalten                                                                                        |
| um 1870   | Utting am Ammersee         | St. Leonhard                   |      | II/P    | 13       | → Orgel                                                                                               |
| 1871      | Langengeisling             | St. Martin                     |      | II/P    | 17       | verändert erhalten → Orgel                                                                            |
| 1872      | Epfenhausen                | Mariä Himmelfahrt              |      | II/P    | 14       | |
| 1872      | München-Pipping            | St. Wolfgang                   |      | I/P     | 8        | mit älterer Substanz                                                                                  |
| 1873      | Obermeitingen              | St. Mauritius                  |      | I/P     | 6        | erhalten → Orgel                                                                                      |
| 1874      | Mainburg-Unterempfenbach   | St. Ulrich                     |      | I/P     | 7        | |
| 1875      | Nannhofen                  | St. Peter und Paul             |      | I/P     | 5        | erhalten → Orgel                                                                                      |
| 1876      | Geretshausen               | St. Johannes Baptist           |      | I/P     | 11       | |

### Johann Georg Beer (II)
| Jahr  | Ort                | Gebäude                 | Bild | Manuale | Register | Bemerkungen                                                  |
| ----- | ------------------ | ----------------------- | ---- | ------- | -------- | ------------------------------------------------------------ |
| 1878  | Pellheim           | St. Ursula              |      | II/P    | 14       | erhalten; Pedal nur bis a0 → Orgel                           |
| 1878  | Inning am Ammersee | St. Johann Baptist      |      | II/P    | 13       | erhalten → Orgel                                             |
| ~1880 | München-Aubing     | St. Quirin              |      | I/P     | 11       | nicht erhalten; 1965 durch Neubau von Julius Zwirner ersetzt |
| 1854  | Pähl               | St. Laurentius (Pähl)   |      | II/P    | 20       |                                                              |
| 1884  | Hohenkammer        | St. Johannes Evangelist |      | II/P    | 17       | nicht erhalten; 1975 durch Neubau von Anton Staller ersetzt  |
| 1885  | Notzing            | St. Nikolaus            |      | I/P     | 6        | Brüstungswerk mit Schleifladen → Orgel                       |
| 1885  | Oberigling         | St. Peter und Paul      |      | I/P     | 12       |                                                              |
| 1887  | Aufkirchen         | Mariä Himmelfahrt       |      | II/P    | 17       | erhalten; mech. Kegelladen → Orgel                           |
| 1888  | Beuerbach          | St. Benedikt            |      | I/P     | 8        |                                                              |
| 1888  | Unteralting        | St. Mauritius           |      | I/P     | 6        |                                                              |
| 1892  | Adelshofen         | St. Michael             |      | I/P     | 8        |                                                              |
| ~1893 | Rott               | St. Johannes der Täufer |      | I/P     | 8        |                                                              |